# マシュー・オークリー
マシュー・オークリー（Matthew Oakley、1977年8月17日）は、イングランド、ピーターバラ出身の元サッカー選手。現役時代のポジションはMF。マット・オークリーと表記されることがある。

## 所属クラブ
- サウサンプトンFC 1994 - 2006
- ダービー・カウンティFC 2006 - 2008
- レスター・シティFC 2008 - 2012

→  エクセター・シティFC 2011 (loan)
- エクセター・シティFC 2012 - 2017

## 代表歴
- U-21イングランド代表

4試合出場